# 魔性の女スパイ
『魔性の女スパイ』（ましょうのおんなスパイ、原題：Mata Hari）は、第一次世界大戦期の女スパイとして知られていたオランダの踊り子マタ・ハリをシルビア・クリステルが演じた1985年のアメリカ映画である。監督はカーティス・ハリントン。日本では未公開だが、東映からVHSソフトが発売されていた。

## キャスト
- シルビア・クリステル：マタ・ハリ
- クリストファー・カザノフ：Karl von Bayerling
- オリバー・トビアス：Georges Ladoux
- ゲイ・ブラウン：Fraeulein Doktor
- ゴットフリード・ジョン：Wolff
- マイケル・アンソニー：Duke of Montmorency